# Bol de Buda
Un bol de Buda és un menjar vegetarià que se serveix en un únic bol o plat de vores altes, que consisteix en petites porcions de diversos aliments, servits freds. Aquests poden incloure cereals integrals com la quinoa o l’arròs integral, proteïnes vegetals com els cigrons o el tofu i verdures. Les racions no es barregen ni al plat ni al bol, sinó que es disposen d’una manera “artística”. El concepte va aparèixer el 2013 i s'ha popularitzat des de principis del 2017. Els bols de Buda s'han comparat amb Nourish Bowls (una versió no vegetariana) i amb Poké Bowls (un plat de peix cru hawaià).
Hi ha diverses explicacions per què el nom fa referència a Buda. Pot originar-se perquè aquest plat es basa en menjar equilibrat, i l'equilibri és un concepte budista així com de la història de Buda que duia el seu bol de menjar per omplir-lo de trossos de menjar vegetarià que els vilatans li oferissin. També hi ha l'explicació del bol ple que s'assembla al ventre de Budai, un monjo xinès del segle X que sovint es confon amb Buda.